# Kelly Bochenko
Kelly Bochenko, née le 27 avril 1986 à Savigny-sur-Orge dans l'Essonne, est une mannequin, comédienne et auteure française. Élue Miss Paris 2009, elle est principalement connue pour la controverse ayant mené à sa destitution, à la suite de la publication de photos dénudées. Cet événement, qui suscite alors un écho médiatique, est suivi d'une longue bataille judiciaire et d'une démarche de réappropriation de son image, notamment à travers sa participation à l'émission La Ferme Célébrités en Afrique et la publication de son livre autobiographique, Miss Scandale, en 2021.

## Biographie
D'origine germano-polonaise par son père et italo-japonaise par sa mère, Kelly Bochenko commence le mannequinat dès l'enfance.
En 2008, elle se présente une première fois à l'élection de Miss Paris, sans être élue. Elle retente sa chance l'année suivante et est élue Miss Paris 2009. Ce titre lui permet de participer à l'élection de Miss France 2010 en décembre 2009, où elle ne se classe pas parmi les douze demi-finalistes.
Le 29 janvier 2010, elle intègre l'émission de téléréalité La Ferme Célébrités en Afrique sur TF1. Elle y reste sept semaines avant d'être éliminée, puis est choisie par le public pour y réintégrer l'aventure pour deux jours en tant qu'invitée.

## Controverse et destitution
Le 24 décembre 2009, le magazine français Entrevue publie en couverture et en double page intérieure des photos de Kelly Bochenko dénudée, dans des poses qualifiées de suggestives, voire à caractère pornographique.
Kelly Bochenko affirme que ces clichés ont été réalisés plusieurs années auparavant, dans un cadre qu'elle décrit comme « amical et privé », et sans qu'elle ait jamais signé d'autorisation de diffusion. Avant sa participation à Miss France, comme toutes les candidates, elle avait signé une déclaration sur l'honneur attestant n'avoir jamais posé dénudée. Elle soutient que ces photos, à caractère intime et non professionnelles, n'entraient pas dans le cadre de cet engagement.
Le 26 décembre 2009, Geneviève de Fontenay, alors présidente du comité Miss France, annonce sa destitution du titre de Miss Paris. La première dauphine, Chloé François, ne récupère pas le titre, le comité estimant que l'écart de voix lors de l'élection était trop important. Kelly Bochenko devient ainsi la dernière Miss Paris, le titre étant ensuite fusionné au sein de l'élection de Miss Île-de-France. L'affaire connaît un retentissement médiatique international, notamment en Amérique latine.

## Affaire judiciaire
Assistée de son avocat Laurent-Franck Liénard, Kelly Bochenko attaque le magazine Entrevue en justice pour obtenir le retrait du magazine des kiosques. Le 8 janvier 2010, le tribunal de grande instance de Paris la déboute de sa demande de retrait, mais le 13 février 2010, le magazine est condamné à lui verser 7 000 euros de dommages et intérêts, dont 5 000 euros pour violation du droit à l'image et 2 000 euros pour les frais de procédure.
Plus d'une décennie plus tard, l'affaire prend une tournure pénale. Après la sortie de son livre en 2021, d'autres femmes contactent Kelly Bochenko, témoignant de faits similaires de la part du même photographe. En avril 2024, le photographe est mis en examen pour des faits de viol et d'agressions sexuelles, à la suite des témoignages de neuf femmes, dont celui de Kelly Bochenko.

## Vie privée
Après la controverse, Kelly Bochenko s'installe pendant un an en Nouvelle-Calédonie avec son compagnon, Nicolas. Elle y devient l'égérie de la société « Office Plus ». Elle revient en France métropolitaine en juillet 2011.
Elle est mère de deux enfants, une fille prénommée Diane et un garçon, Karl. En 2013, elle lance un blog beauté et une chaîne YouTube.
Elle vit aujourd'hui à La Réunion avec sa famille, tout en effectuant des allers-retours en métropole pour les besoins de la procédure judiciaire et la promotion de ses projets.

## Filmographie et télévision

### Télé-réalité
2010 : La Ferme Célébrités en Afrique (sur TF1) : candidate

### Séries et téléfilms
2012 : Surveillance de Sébastien Grall (téléfilm)
2012 : Boulevard du Palais (série télévisée, 1 épisode)
2013 : Crossing Lines (série télévisée, saison 1, épisode 5)
2013 : 100% cachemire de Valérie Lemercier (film)

## Publication
Kelly Bochenko, Miss Scandale : Miss Paris, du rêve au cauchemar, ILION Éditions, 2021, 434 p. (ISBN 978-2382900383)